# (9938) Kretlow
(9938) Kretlow est un astéroïde de la ceinture principale.

## Description
(9938) Kretlow est un astéroïde de la ceinture principale. Il fut découvert le 18 mai 1988 à La Silla par Werner Landgraf. Il présente une orbite caractérisée par un demi-grand axe de 2,14 UA, une excentricité de 0,19 et une inclinaison de 3,8° par rapport à l'écliptique.

## Compléments